# Lactarius borzianus
Lactarius borzianus är en svampart som först beskrevs av Fridiano Cavara, och fick sitt nu gällande namn av Verbeken & Nuytinck 2004. Lactarius borzianus ingår i släktet riskor och familjen kremlor och riskor.   Inga underarter finns listade i Catalogue of Life.